# Parlement de la République démocratique d'Azerbaïdjan
Parlement de la République démocratique d'Azerbaïdjan - le premier parlement établi dans l'Orient musulman (le 7 décembre 1918, à 13h00).

## Histoire et fondation
Le 28 mai 1918, la fraction musulmane s’est proclamée le Conseil national d'Azerbaïdjan au sein de la Transcaucasie. Ainsi, en effet, le premier parlement d'Azerbaïdjan a été créé et la fondation de la première république parlementaire a été établie. Compte tenu de la Déclaration d'indépendance, «le Conseil national élu par le peuple et le gouvernement provisoire, relevant du Conseil national seront à la tête de l'Azerbaïdjan jusqu'à ce que l'Assemblée des Fondateurs soit convoquée». Le 17 septembre 1918, trois mois après l'établissement du cabinet de Fatali Khan Khoyski, le gouvernement de la République démocratique d'Azerbaïdjan s'est installé à Bakou. Bakou est devenue la capitale. Le 9 novembre, le drapeau national de la République d'Azerbaïdjan a été remplacé par un drapeau tricolore avec une image en forme de croissant et étoile octogonale. Une commission spéciale a été créée à cet effet. Bien que six mois ne sont pas écoulés depuis la décision du Conseil national du 17 juin 1918 ou, plus précisément, bien que le gouvernement avait le droit de poursuivre seul son pouvoir, le Conseil national d'Azerbaïdjan a commencé à exercer son activité le 16 novembre 1918 par l'initiative et l'appel de Fatali Khan Khoyski. Le Conseil national d'Azerbaïdjan sur la proposition du président du gouvernement Fatali Khan Khoyski a pris la tâche de convoquer l'Assemblée des Fondateurs.

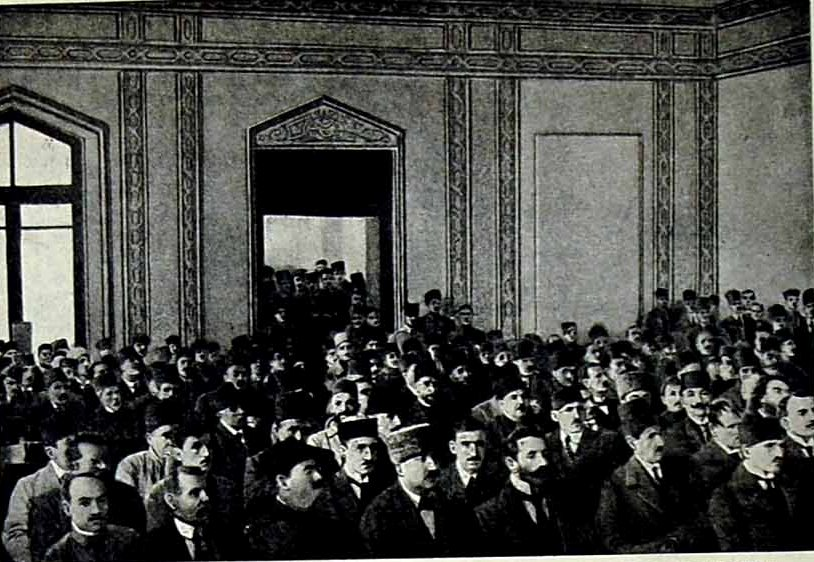
La première réunion du Parlement de la République démocratique d'Azerbaïdjan

Lors de la réunion du Conseil national d'Azerbaïdjan du 19 novembre 1918, sous la présidence de M. Résulzadé, des décisions très i, portantes ont été dans l'histoire du parlementarisme en Azerbaïdjan. Nonobstant que la République démocratique d'Azerbaïdjan exerçait son activité dans un environnement extrêmement difficile et compliqué à cette époque, elle a conservé un mode de développement extrêmement démocratique. Lors de cette réunion du 19 novembre, il a été noté que toutes les nationalités vivant dans l'État devraient être représentées au parlement.
Selon le calendrier caucasien, 2 750 000 personnes vivaient dans ces territoires. 190 000 personnes d'entre eux étaient musulmans, 500 000 étaient arméniens et 230 000 étaient russes. Donc, les musulmans doivent envoyer 80 représentants, les Arméniens 21 et les Russes 10, sur la base des règles de sélection d'un représentant pour 24 000 personnes. Il a été décidé de former le Parlement azerbaïdjanais composé de 120 membres. 8 des 21 représentants arméniens devaient être élus au Parlement de Ganja, 8 de Choucha et 5 de Bakou. 10 représentants devraient être envoyés du Conseil national russe, 1 représentant de l'organisation nationale allemande, 1- par le Conseil national juif, 1 - par le comité géorgien et 1 - par le comité polonais. En outre, la loi envisageait également d'envoyer 3 représentants par le Conseil des syndicats de Bakou et 2 représentants par l'institution de commerce au parlement de la République d'Azerbaïdjan. Les parlementaires bénéficiant de l'immunité de député.
Selon la décision de la réunion du Conseil national du 19 novembre 1918, 44 délégués turco-musulmans élus à l'Assemblée des Fondateurs de la Russie à la fin de 1917 furent inclus dans le nouveau parlement. Les 36 autres députés et représentants d'autres nationalités devaient être réélus. La formation du nouveau parlement devait être achevée le 3 décembre 1918.
Apparemment, bien qu'il ne s'était écoulé qu'une demi-année depuis le génocide de 1918, 21 représentants arméniens ont été autorisés à participer au parlement azerbaïdjanais. Cette mesure prise dans des conditions historiques est une brillante preuve du profond respect aux droits de l'homme et de la nature démocratique du peuple azerbaïdjanais. En ce qui concerne la convocation du Parlement de la République d'Azerbaïdjan, une adresse intitulée «À toute la population azerbaïdjanaise!» a été publiée au nom du Conseil national d'Azerbaïdjan, signée de la main de Résulzadé le 29 novembre 1918 dans les langues azerbaïdjanaise et russe. La déclaration se lisait comme suit :
« 
Citoyens! Le Conseil national, après avoir suspendu son activité compte tenu de la situation d'urgence de la guerre et la révolution a été convoqué à nouveau à Bakou en accord les termes du temps. La première loi adoptée par le Conseil national, appartenant aux musulmans azerbaïdjanais a été de ré-élargir ses limites, c'est-à-dire remplacer sa forme nationale par la forme étatique. Selon la loi adoptée le 19 de ce mois, le Conseil national deviendra un Majlisi-Mabusan (le Parlement) de 120 membres jusqu'au 3 décembre. Des représentants des peuples minoritaires et de différentes provinces du pays ont participé à ce conseil. Le parlement formé sous cette loi sera le maître de notre pays jusqu'à ce que l'Assemblée des Fondateurs soit convoquée à l'avenir par l'application générale, elle résoudra son destin, organisera et défendra son gouvernement. Mettons fin à l'inimitié et au désaccord qui ne nous ont laissé que désastre et misère. L'histoire nous a obligés de vivre ensemble. Afin de balayer les difficultés naturelles et souffrances, nous devons construire nos vies sur une base intelligente et humaine, sur l'amour et le respect mutuel. Malgré toutes les différences nationales et sectaires, tous les citoyens azerbaïdjanais sont des enfants d'un même pays. Ils ont besoin d'étendre leurs mains les uns aux autres et de les aider afin de construire leur vie commune et de partager leur bonheur ensemble dans la maison commune,.
 »
L'inauguration solennelle du Parlement azerbaïdjanais a eu lieu dans le bâtiment de l'ancienne école de filles de Haji Zeynalabdin Tagiyev sur la rue Nikolïev, le 7 décembre 1918 (aujourd'hui le bâtiment de l'Institut des Manuscrits de Fuzuli). C'était le premier parlement formé sur la base des principes les plus démocratiques de l'époque dans tout l'Orient musulman. Le président du Conseil national d'Azerbaïdjan, Mémméd Émin Résulzadé, a prononcé un discours de bienvenue à l'ouverture du parlement.
Sur la proposition de la faction "Musavat", Alimardan Bey Topchubachov fut élu premier vice-président du parlement, et le docteur Hasan bey Agayev - Premier vice-président. Puisque A.Topchubachov avait quitté le pays pour une visite officielle à la conférence de paix de Paris, l'activité du parlement était dirigée par H.Agayev. Lors de la première réunion du parlement, la démission du gouvernement de Fatali Khan Khoyski fut adoptée et on a décidé de former un nouveau gouvernement. La réorganisation du nouveau gouvernement fut de nouveau confiée à F.Khoyski.
Le 26 décembre 1918, H.Khoyski a fait un discours au parlement et a présenté le nouveau gouvernement pour approbation. Le parlement a adopté le programme du gouvernement et a exprimé sa confiance dans le gouvernement de F.Khoyski.
L'une des leçons les plus importantes de notre histoire dans l'histoire du Parlement azerbaïdjanais consiste à ce que, bien que tous les habitants de la République et les figures publiques ont attribué 21 sièges aux Arméniens et 10 aux Russes dans le premier parlement azerbaïdjanais, ils n'ont pas participé à l'ouverture du Parlement. Le Conseil national russe de Bakou a décidé de ne pas participer au Parlement, arguant qu'il pas de droit moral de parler au nom de la population russe en Azerbaïdjan.
Ils ont essayé de prouver que l'Azerbaïdjan n'est pas resté fidèle à l'idée de «la Russie unie et indivisible» en proclamant son indépendance. Comme si la participation du Conseil national russe au Parlement et au gouvernement signifierait «la reconnaissance du fait de la séparation de l'Azerbaïdjan de la Russie», ce qui faciliterait la reconnaissance de l'Azerbaïdjan sur la scène internationale. La décision adoptée par du Conseil national russe ne reflétait point l'opinion de la population russe défendant la convocation du parlement azerbaïdjanais et la participation de ses représentants. Ainsi, l'Association russe-slave, exerçant son activité a Bakou adressa à M.É.Résulzadé, le président du Conseil national azerbaïdjanais une demande de donner son consentement pour qu'ils entrent au Parlement et participent aux activités générales de construction de l’État en Azerbaïdjan.
Les Arméniens qui ne pouvaient pas se réconcilier avec l'indépendance de l'Azerbaïdjan, ont défendu à cette époque le Conseil national russe et n'ont pas assisté aux sessions du Parlement pendant un certain temps. La tactique des Arméniens de ne pas participer au parlement azerbaïdjanais a duré plus de deux mois. Enfin, ils ont pris la décision de rejoindre le Parlement. Ils ont créé deux factions - la faction arménienne et la fraction de Dashnaksutyun au Parlement azerbaïdjanais. Comme il est évident de par leur activité au Parlement, la principale raison de la participation des Arméniens au parlement azerbaïdjanais n'était pas de servir le développement de l’État azéri, l'économie et la culture de l'Azerbaïdjan, mais d'obtenir une nouvelle tribune pour renforcer la propagande des idées de la Grande Arménie séparatiste.
En outre, il y avait 11 factions et groupes au Parlement, qui avait un pouvoir suprême dans le pays et dont le nombre des membres n'avait pas atteint un total de 100, entravant sérieusement l'établissement d'un État indépendant dans des conditions internes et internationales extrêmement complexes. Des fractions et groupes séparés préféraient souvent les intérêts de groupe aux intérêts nationaux. Par exemple, le bloc socialiste du Parlement, sous prétexte de «protéger les intérêts des pauvres», promouvait régulièrement l'unification de l'Azerbaïdjan en Russie soviétique, décidait d'ouvrir une représentation diplomatique en Union soviétique et finissait par soutenir l'intervention de l'Armée rouge dans le pays, ce n'était rien de plus qu'une perturbation de la République populaire.
Dès le premier jour de l'établissement du Parlement azerbaïdjanais, son travail est basé sur les principes propres aux républiques démocratiques. Il convient de noter que, bien que la loi sur l'organisation du parlement envisageait d'organiser un Parlement composé de 120 membres, il n'y a jamais eu un tel nombre de députés au parlement pour diverses raisons.
Néanmoins, le Parlement de la République azerbaïdjanaise a laissé une empreinte profonde et riche dans l'histoire de l'Azerbaïdjan, en particulier dans l'histoire de la culture parlementaire, avec ses lois et décisions de haut niveau, son expérience de la construction indépendante durant les 17 mois de son activité.
Au cours des premières sessions du Parlement azerbaïdjanais, le parti, les factions et les groupes participant à ses travaux font des déclarations sur leurs programmes d'action. Un objectif commun dans ces déclarations était de maintenir l'indépendance et l'intégrité territoriale, les droits politiques et nationaux de la jeune République d'Azerbaïdjan, d'établir et de renforcer les relations amicales entre le peuple et le gouvernement d'Azerbaïdjan et d'autres peuples et gouvernements, mener de vastes réformes sociales et créer une puissante armée capable de défendre le pays.

### Première période du parlement
La première période s'est écoulée du 27 mai à novembre 1918. Pendant ces six mois, le premier parlement azerbaïdjanais, qui fonctionnait sous le nom de Conseil national d'Azerbaïdjan et composé de 44 délégués musulmans et turcs, a pris des décisions historiques très importantes. Le premier Parlement a déclaré le 28 mai 1918 l'indépendance de l'Azerbaïdjan, a assumé la gestion du pays et a adopté la Déclaration d'Indépendance.
La déclaration d'indépendance déclarée par le Conseil national d'Azerbaïdjan à un moment très compliqué et décisif dans la résidence du gouverneur général à Tbilissi-Caucase conserve sa signification historique et pratique en tant que document juridique le plus brillant de l'histoire de la démocratie et des traditions parlementaires azerbaïdjanaises.
Au cours du Conseil national, au total 10 réunion du Parlement azerbaïdjanais ont eu lieu y compris la réunion constitutive. La première réunion s'est tenue à Tbilissi le 27 mai 1918 et la dernière réunion s'est tenue à Bakou le 19 novembre 1918. Le 27 mai, le Conseil national d'Azerbaïdjan a été créé et a temporairement suspendu ses activités le 17 juin et tous les pouvoirs législatifs et exécutifs sont transférés au gouvernement provisoire à condition de convoquer le Conseil des Fondateurs au plus tard pendant six mois. Après le transfert du gouvernement de la République démocratique d'Azerbaïdjan à Bakou le 17 septembre 1918, le Conseil national d'Azerbaïdjan a rétabli son activité le 16 novembre. Le 19 novembre, le Conseil national azerbaïdjanais a adopté la loi sur la convocation du Parlement azerbaïdjanais de l'Assemblée des députés et a aboli ses activités. Ainsi, le Parlement azerbaïdjanais a fonctionné à Tbilissi, à Ganja et à Bakou pendant cette période de son activité, ou plutôt, pendant le Conseil national.

### Deuxième période du Parlement
La deuxième période du parlement a duré 17 mois, du 7 décembre 1918 au 27 avril 1920. La première réunion s'est tenue le 7 décembre 1918, la dernière réunion a eu lieu le 27 avril 1920. Pendant cette période, le Parlement a eu 145 réunions au total. 15 de ces séances n'ont pas eu lieu parce que le quorum n'était pas atteint. Deux parmi 130 sessions ont eu lieu respectivement le 28 mai et le 15 septembre (en 1919) à l'occasion du premier anniversaire de l'indépendance de l'Azerbaïdjan et de libération de Bakou; quatre réunions solennelles ont eu lieu le 12 mars 1919 et 12 mars 1920, à l'occasion du 2e et 3e anniversaires de la Grande Révolution russe; à l'occasion de l'accord sur la coopération militaire entre l'Azerbaïdjan et la Géorgie en date du 27 juin 1919 et la conférence de paix de Paris tenue le 14 janvier 1920 à l'occasion de la reconnaissance de facto de l'indépendance de l'Azerbaïdjan. Les deux réunions étaient liées à l'état d'urgence - le 20 décembre 1918, lorsque l'Arménie déclara la guerre à la Géorgie et ratifia les accords de coopération économique entre la Géorgie et l'Azerbaïdjan le 17 mars 1920. Lors d'autres sessions, la politique nationale et étrangère du pays, les questions économiques et financières, le débat et l'adoption d'actes législatifs, la construction de l'armée et d'autres questions ont été discutées.
Au cours de toutes ces réunion, le Parlement de la République azerbaïdjanaise a adopté un certain nombre de lois visant à instaurer l'État démocratique légal le plus moderne garantissant le respect des droits de l'homme et des libertés fondamentales. Toutes ces lois et décisions se sont concertées sur la formation de trois branches du gouvernement - les autorités législatives, exécutives et judiciaires.
Le Parlement azerbaïdjanais, qui exerçait son activité dans un contexte historique interne et international très complexe, caractérisé par l'étape clé de la lutte des États pour distribuer le monde durant la Première Guerre mondiale et par la nouvelle menace d'occupation du pays avait consacré une partie importante de son activité à la protection de l'indépendance de l’État, à la construction d'une armée. Il convient de noter qu'en règle générale, les membres du Parlement ont fait preuve de solidarité et d'unanimité en discutant des lois et des décisions adoptées par le Parlement dans ce domaine .

## Parlement et éducation
Malgré les conditions difficiles, le gouvernement et le parlement de la République, qui poursuit l'éveil national de notre peuple, ont maintenu le développement de la science, de l'éducation et de l'éducation publique et de la santé. Des écoles, des gymnases, des écoles de filles, des jardins d'enfants, des stages de formation de courte durée, des bibliothèques sont ouverts partout dans le pays, un réseau d'hôpitaux et de centres auxiliaires est installé dans les campagnes et lutte contre les maladies infectieuses.
De ce point de vue, il est nécessaire de noter la loi adoptée par le Parlement sur la création de l'Université d'État de Bakou 1er septembre 1919. L'ouverture de l'Université nationale était un service historique très important pour le peuple de la République. Plus tard, lorsque la République démocratique d'Azerbaïdjan s'est effondrée, l'Université d'État de Bakou a joué un rôle inégalé dans la vie des idées de la République et dans la réintégration de notre peuple.
Le Gouvernement et le Parlement, qui accordaient une attention particulière au développement de la science et de l'éducation dans le pays, ont fait des efforts particuliers pour accélérer le développement des cadres nationaux dans ce domaine sans perdre de temps. Dans le même temps, le Parlement azerbaïdjanais a adopté un projet de loi visant à envoyer 100 jeunes azerbaïdjanais à l'étranger à des fins d'éducation, aux frais du gouvernement. Il en ressort que le Parlement a créé une commission spéciale composée de cinq personnes (Mehdi bey Hajinski, Akhmed-bey Pepinov, Garabey Garabeyov, Abdulla bey Efendizade) présidée par Mémméd Emin Résulzadé pour déterminer les jeunes à envoyer à l'étranger. Selon la décision de la commission, 45 personnes ont été envoyées en France, 23 en Italie, 10 en Angleterre et 9 dans les universités turques. 13 Russes qui ont été sélectionnés pour étudier en Russie n'ont pas pu y aller à cause de la guerre civile

## Parlement et politique étrangère
Le parlement et le gouvernement de la République populaire démocratique d'Azerbaïdjan se sont également attachés à reconnaître la jeune république sur la scène internationale pour surmonter la menace de l'intervention étrangère. À cet égard, le Parlement de la République a décidé, le 28 décembre 1918, d'envoyer une délégation spéciale à la Conférence de paix de Paris présidée par le Président du Parlement, A.M. Topchubachov.
Bien que A.M.Topchubachov, l'homme d'État éminent de la période de la République, surmontant des difficultés a reussi la reconnaissance de la République démocratique d'Azerbaïdjan d'un certain nombre de grands États, son activité dans ce domaine était interrompue lorsque la XIe Armée rouge a envahi l'Azerbaïdjan.
L'une des questions qui a attiré la plus grande partie de l'activité du Parlement azerbaïdjanais et du gouvernement de la République a été les relations et les problèmes frontaliers avec les voisins proches. Malgré les relations tendus avec la Géorgie ont été enfin résolues, les relations avec le gouvernement arménien n'ont pas réussi à ramener à des voies normales en raison des grandes revendications territoriales du gouvernement arménien.
Pendant la période de la République démocratique d'Azerbaïdjan, un certain nombre d'accords ont été signés avec l'Iran des Kadjars et ces documents ont été approuvés par le Parlement.
Pendant la période de la république, les traditions parlementaires deviennent de plus en plus fortes et a été la culture parlementaire la plus moderne.

## Adoption des lois
Plus de 270 projets de loi ont été présenté pour la considération par le parlement, dont 230 ont été acceptés. Les lois sont discutées dans le contexte d'échanges intenses et amicales et seulement après la troisième lecture.
Les membres du parlement appartenant à 11 factions et groupes participaient à la préparation, la discussion et l'approbation des lois.
Il y avait 11 commissions au parlement: la commission financière et budgétaires, la commission sur les propositions législatives, commissions centrales pour la tenue des élections, mandats, questions militaires, agraires: enquêtes, dispositions économique, commissions de contrôle sur l'utilisation des forces de production du pays, éditoriaux et effectifs.
L'activité du parlement était spécifiquement réglementée par la charte préparée à cet effet - «Consignes pour le parlement azerbaïdjanais».
M.E. Résulzadé a évalué l'activité du Parlement de la République démocratique d'Azerbaïdjan comme suit:
« 
L'Assemblée nationale représentait toutes les classes et nationalités du pays et prenait des décisions qui étaient responsables du sort de l'État. Sans la décision de l'Assemblée nationale, aucun ordre n'a été exécuté, aucun coût n'a été engagé, aucune guerre n'a commencé, aucune paix n'a été signée. Le gouvernement continue a fonctionner quand il gagne le confiance du parlement et cesse ses activités quand il est perdu. Il n'y avait pas de médiateur au milieu. Le parlement était autocrate.
 »

## La fin de l'activité du Parlement
Dans la nuit du 26 au 27 avril 1920, les unités de la 11e Armée rouge traversèrent les frontières de l'État indépendant d'Azerbaïdjan et attaquèrent Bakou sans déclarer la guerre. Bakou était également assiégée par la mer. Le matin du 27 avril, les forces armées communistes ont saisi des objets importants à la fois dans la ville et au-delà. En fait, dans les conditions du renversement de la République démocratique d'Azerbaïdjan, la délégation des communistes, agissant au nom des envahisseurs ont donné l'ultimatum au parlement azerbaïdjanais au nom du comité central du parti communiste (bolchevique), du parti communiste de Bakou et de la conférence centrale des travailleurs. À cet égard, une commission spéciale a été créée dirigée par Mammad Hasan Hajinski, qui était chargé de l'organisation d'un nouveau gouvernement (cabinet VI) après la démission de Nasib bey Yusifbeyli le 30 mars (M. Résulzadé, Garabayov, A. Safikürdski, A. Gardachov, S. Aghamalmoghlu). Mammad Hasan Hajinski, restant en contact avec les bolcheviks d'Azerbaïdjan a rencontré des communistes. Les résultats de l'ultimatum, et les négociations de la commission ont été discutés lors de la dernière réunion du Parlement sous la présidence de Mammad Yusif Jafarov. La session a débuté le 27 avril à 20h45 et a duré jusqu'au 23h25. Pendant les discussions menées avec la proposition de M.Résulzadé, les portes du parlement furent ouvertes au peuple. Dans son discours, Résulzadé a déclaré:
« 
Messieurs! Notre nation devrait être consciente de la décision historique. Ouvrons la porte du Parlement pour la nation pour que chacun sache dans quelle situation critique nous sommes et quel genre de décision nous allons prendre. Par conséquent, je propose que de ne pas fermer nos portes à la nation et prenions une décision à la l'échelle nationale.
 »
Présentant l'ultimatum, M.Hajinski dit que le gouvernement devrait être remis aux communistes ce soir; Le Comité central du Parti communiste bolchevique d'Azerbaïdjan déclare que sinon le gouvernement fera tout son possible pour remettre le pouvoir à l'Armée rouge. Les communistes avertissaient également que si on ne remet pas le pouvoir à nous ce soir, les partis politiques, y compris le parti Musavat, seront interdits au Parlement; M.H.Hajinski a également informé que les communistes ont refusé d'examiner nos propositions et a averti que si le gouvernement ne se rendait pas volontairement, toute la responsabilité des conséquences tomberait sur les parlementaires. À la fin de son discours, M. Hajinski s'est adressé aux parlementaires à prendre la seule décision juste dans la situation actuelle pour «le sauvage de la nation». Cependant, Samad Aghamalioghlu, Gara bey Garabeyov, Aslan bey Safikurdski, Mémméd Émin Résulzadé et Sultanmajid Ganizadé ont objecté à la proposition de M.Hajinski à la remise du pouvoir inconditionnellement aux communistes. Cependant, afin d'éviter l'effusion de sang, ils ont déclaré être contents de remettre le pouvoir aux communistes sous certaines conditions, surtout sous réserve de maintenir l'indépendance du pays. En conséquence, le Parlement a pris une décision à la majorité sur la remise du pouvoir aux communistes dans les termes suivants:

## Gouvernements de la République démocratique d'Azerbaïdjan

### Composition du Parlement de la République démocratique d'Azerbaïdjan
I. Fraction Musavat et sans-parti
II. Fraction Ittihad
III. Fraction Ahrar
IV. Fraction socialiste
V. Fraction sans-parti
VI. Indépendants
VII. Gauche, Independent
VIII. Fraction de l’Union Slave et Russe
IX. Fraction des minorités X. Fraction arménienne
XI. Fraction Dashnaksutyun